# 아히아코 (페루 음식)
아히아코(스페인어: ajiaco)는 페루의 뿌리채소 요리이다. 아마리요고추를 사용한 아히의 일종이며, 콜롬비아 등지의 수프인 아히아코와는 다른 음식이다.

## 이름
스페인어 "아히아코(ajiaco)"는 해당 지역에서 "고추, 고추 양념"을 가리키는 말인 "아히(ají)"에서 나왔으며, 어원은 타이노어 "아시(aší)"이다

## 만들기
씨를 제거한 아마리요고추를 물에 데쳐 껍질을 벗기고, 블렌더에 간다. 팬에 기름을 두르고, 다진 양파와 마늘을 볶은 다음 갈아 둔 고추와, 쿠민 등 향신료를 넣고 함께 볶는다. 껍질 벗겨 깍둑썬 감자나 울류쿠, 누에콩 등을 넣고 볶다가 닭육수를 부어 익히고, 파슬리와 생치즈, 무당연유 등을 넣어 섞는다. 감자 등은 미리 삶아서 으깨서 넣기도 한다. 쌀밥, 달걀 프라이 등과 함께 먹는다.

## 같이 보기
- 아히아코